# Mexikanische Badmintonmeisterschaft 2019
Die Mexikanische Badmintonmeisterschaft 2019 fand vom 13. bis zum 15. Dezember 2019 in Aguascalientes statt. Es war die 69. Auflage der nationalen Titelkämpfe von Mexiko im Badminton.

## Medaillengewinner
| Disziplin    | Gold                                    | Silber                            | Bronze                              |
| ------------ | --------------------------------------- | --------------------------------- | ----------------------------------- |
| Herreneinzel | Luis Montoya                            | Job Castillo                      | Gerardo Saavedra                    |
| Herreneinzel | Luis Montoya                            | Job Castillo                      | Ailton Correa                       |
| Dameneinzel  | Haramara Gaitan                         | Sabrina Solis                     | Jessica Bautista                    |
| Dameneinzel  | Haramara Gaitan                         | Sabrina Solis                     | Vanessa Villalobos                  |
| Herrendoppel | Joel Angeles Sebastián Martínez Cardoso | Alvaro Río Gerardo Saavedra       | Ailton Correa Armando Gaitan        |
| Herrendoppel | Joel Angeles Sebastián Martínez Cardoso | Alvaro Río Gerardo Saavedra       | Job Castillo Luis Montoya           |
| Damendoppel  | Romina Fregoso Miriam Rodríguez         | Cynthia González Adelina Quiñones | Haramara Gaitan Vanesa Garcia       |
| Damendoppel  | Romina Fregoso Miriam Rodríguez         | Cynthia González Adelina Quiñones | Jessica Bautista Vanessa Villalobos |
| Mixed        | Andrés López Sabrina Solis              | Luis Montoya Vanessa Villalobos   | Gerardo Saavedra Fatima Río         |
| Mixed        | Andrés López Sabrina Solis              | Luis Montoya Vanessa Villalobos   | Ailton Correa Haramara Gaitan       |